# UFC 94
UFC 94: St. Pierre vs. Penn II foi um evento de artes marciais mistas promovido pelo Ultimate Fighting Championship, ocorrido em 31 de janeiro de 2009 no MGM Grand Garden Arena em Paradise, Nevada. A luta principal foi o confronto entre o Campeão Meio-Médio do UFC Georges St. Pierre contra o Campeão Peso-Leve do UFC B.J. Penn. Penn subiu de categoria para poder lutar contra St. Pierre e disputar o Cinturão Meio-Médio.

## Resultados
Nota 1 Pelo Cinturão Meio-Médio do UFC.

Nota 2 Parisyan havia vencido por decisão unânime, porém, testou positivo para substâncias proibidas e o resultado foi mudado pela NSAC.

## Bônus da Noite
- Luta da Noite:  Clay Guida vs.  Nate Diaz e  John Howard vs.  Chris Wilson
- Nocaute da Noite:  Lyoto Machida
- Finalização da Noite: Não houve lutas terminadas em finalização na noite.